# Korsør Landevej (Skælskør)
Korsør Landevej er en nordlig omfartsvej der går nord for Skælskør. 
Vejen er med til at tage den tunge trafik der kommer fra Korsør og Slagelse, og for at få den uden om Skælskør, så byen ikke bliver belastet af for meget trafik, som skal til det østlige Skælskør hvor bryggeriet Harboe ligger, eller til industri- og erhvervsområderne i Stigsnæs hvor både Stigsnæs Industripark, Stigsnæsværket, Stigsnæsværkets Havn samt Stigsnæs Gulfhavn Olie Terminal og resterne af det tidligere olieraffinaderi på Stigsnæs ligger.